# Nothojafnea cryptotricha
Nothojafnea cryptotricha är en svampart som beskrevs av Rifai 1968. Nothojafnea cryptotricha ingår i släktet Nothojafnea och familjen Pyronemataceae.   Inga underarter finns listade i Catalogue of Life.